# Abda y Sabas
Abda y Sabas fueron dos mártires mencionados en el Menologio de la Iglesia Católica Ortodoxa de Oriente de Probst Maltzew. Su fiesta es el 8 de julio.